# Фернандо Карпи
Фернандо Карпи е италиански оперен певец (тенор), по-късно професор по пеене.

## Живот и кариера
Роден е на 22 януари 1876 г. във Флоренция, Италия. Прави оперния си дебют в Лече през 1898 г. През 1905 г. той е в актьорския състав на „Дзаза“ от Леонкавало в Teatro de Novedades в Барселона, а през юни същата година пее ролята на Ернесто от „Дон Паскуале“ в театъра на Лиеж. През 1907 г. се появява като Валтер фон Щолцинг в „Нюрнбергските майстори певци“ в Театро Костанци в Рим. През 1908 г. е в Кралската опера в Лондон в ролята на Фауст от едноименната опера на Гуно заедно с Полин Доналда и Марсел Журне. През 1909 и 1910 г. той пее в Teatro Nacional de São Carlos в Лисабон.
След като пее в Русия в продължение на две години, Фернандо Карпи се завръща в Италия през 1910 г., където пее отново в Театро Костанци в „Дон Паскуале“, заедно с Джузепе Кашман, Джузепе Де Лука и Розина Сторкио, и в няколко други италиански оперни театри. През март 1911 г. той изпълнява ролята на Енцо в „Джоконда“ на Понкиели. През 1913 г. пее Елвино в „Сомнамбула“ на Белини в Teatro Regio di Torino с Розина Сторкио в постановка, дирижирана от Еторе Паница. През май 1914 г. той се появява в Teatro Regio di Parma като граф Алмавива в „ Севилският бръснар“ с Рикардо Страчари, Грациела Парето и Гаудио Мансуето. Същата година той пее Алфредо в „Травиата“ в Театро Комунале ди Триест, с Розина Сторкио като Виолета и диригент Габриеле Сантини.
През февруари 1916 г. Карпи пее в Парижката опера, отново като Ернесто в „Дон Паскуале“, с Уилям Ниола, Джузепе Данизе и Елвира де Идалго. На 5 юни 1916 г. пее в „Севилският бръснар“ в Театро Верди в Пиза заедно с Карло Галефи, Фани Анитуа, Джоузеф Кашман (Дон Бартоло) и Назарено де Анджелис (Дон Базилио). Пее и в Ла Скала, Милано, с Тита Руфо, Елвира де Идалго и Назарено де Анджелис.
През 1916 г. Карпи дебютира и в Метрополитън опера в Ню Йорк, пеейки Алфредо в „Травиата“. През 1917 г. се появява там в ролята на Тонио в „Дъщерята на полка“, със сопраното Фрида Хемпел и баритона Антонио Скоти, и участва в гала концерти в Мет с други, сред които сопраното Клаудия Муцио и баса Хосе Мардонес. През 1918 г., все още в Мет, пее Родолфо в „Бохеми“ с Франсис Алда и Пинкертън в „Мадам Бътерфлай“ с Джералдин Фарар. През 1919 г. изнася рецитали в Ню Йорк, а през 1920 г. - в Ню Йорк  и в Ню Рошел. През това време той пее също във Венецуела и е на турне в Южна Америка в „Севилският бръснар“ с Амелита Гали Курчи и Рикардо Страчари.
В по-късните си години Карпи става известен учител по пеене, първо в Прага, където са неговите ученици Зинка Миланов, Сузане Данко, Гуинет Джоунс и баритонът Рудолф Йедличка, а след това в Женевската консерватория, където е професор по пеене и преподава на Ернст Хефлигер. По-късно се завръща в Италия, за да преподава в Консерваторията в Генуа (сред неговите ученици е тенорът Ерик Тапи), а след това в Милано, където продължава да преподава частно.
Карпи умира на 3 август 1959 г. в Женева, Швейцария.